# Clarence Crafoord (psykiater)
Clarence Crafoord, född 7 juli 1936 i Stockholm, är en svensk psykiater, psykoanalytiker och författare, som blev en pionjär inom och förnyade den svenska psykiatrin under 1970-talet.

## Biografi
Crafoord antogs efter studier på Östra real till Karolinska institutet 1955, blev medicine licentiat 1963, tjänstgjorde därefter vid bland annat psykiatriska kliniken vid Sankt Görans sjukhus och blev specialist i psykiatri 1968. Parallellt utbildade sig Crafoord till psykoanalytiker med inriktning på freudiansk gruppsykoterapi och familjeterapi vid Svenska Psykoanalytiska Institutet, och tog examen 1970. Efter en tjänst vid Fruängens Dagsjukhus flyttade Crafoord 1972 till Luleå, där han reformerade den psykiatriska öppenvården. 1979 flyttade han till Blekinge där han som chefsläkare för psykiatrin moderniserade mentalsjukhusen vilka han sektoriserade, samt införde en socialpsykologisk och psykoanalytisk prägel på. Han stannade i Blekinge till 1984. Vid sidan av sina tjänster som psykiater bedrev Crafoord freudiansk psykoanalys, med egen praktik från 1980-talet. Sedermera har Crafoord influerats av brittisk psykoanalys som hos barnpsykologen Melanie Klein och barnläkaren Donald Winnicott och deras psykodynamiska objektrelationsteori. Clarence Crafoord var yrkesverksam till 2006. För sina insatser för psykiatrin tilldelades Crafoord 2011 Hans Majestät Konungens medalj åttonde storleken i serafimerblått band.
Under hela sin karriär har Crafoord varit en flitig författare av böcker om  psykoanalys, skönlitteratur och psykiatri, samt biografier. Han ingår i Freudredaktionen som översatt Sigmund Freuds samlade skrifter till svenska, och medverkar löpande i debatter som föreläsare och skribent. Hans bok Barndomens återkomst nominerades till Augustpriset 1993.